# La Vie, l'Univers et le Reste
La Vie, l'Univers et le Reste (titre original : Life, the Universe and Everything) est le troisième volume de la « trilogie en cinq volumes » Le Guide du voyageur galactique, imaginée par Douglas Adams. Il a été publié en 1982 et traduit en français par Jean Bonnefoy en 1983.

## Résumé
Arthur Dent et Ford Prefect vivent depuis 5 ans sur la Terre préhistorique quand une anomalie spatio-temporelle les ramène à notre époque, deux jours avant la destruction de la planète qu'ils ont déjà vécue. Là, ils retrouvent Slartibartfast qui fait appel à eux pour sauver l'Univers. En effet les terribles habitants de la planète Krikket sont sur le point de se libérer et de reprendre leur campagne de destruction.
Au passage, les héros continuent leur recherche de réponse à La Grande Question sur la vie, l'univers et le reste.

## Commentaires
- La planète Krikket et son soleil, enfermés et isolés du reste de l'Univers, rappellent la Terre de Mallworld de S. P. Somtow.
- Les lecteurs non britanniques, peu familiarisés avec les règles du cricket, passeront peut-être à côté de certaines subtilités ou allusions à ce sport.
- La série devait initialement s'arrêter à la fin de ce troisième tome, mais un quatrième et un cinquième suivront. Cette « trilogie en cinq volumes » (selon l'auteur) aura même droit à un sixième volume écrit par Eoin Colfer, appelé Encore une chose….
- La scène du tome 1, où un pot de tulipe tombe dans le vide et s’exclame "Oh non, pas encore", trouve son explication dans le troisième tome de la série[1].

## Personnages
- Arthur Dent : personnage principal, Terrien
- Ford Prefect : astrostoppeur et ami d'Arthur
- Zaphod Beeblebrox : président de la Galaxie en fuite
- Trillian : Terrienne
- Marvin : androïde paranoïde et dépressif
- Slartibartfast : architecte créateur de planètes spécialisé dans les fjords